# Stone Deaf Forever!
Stone Deaf Forever!, lanzado en 2003, es la primera caja recopilatoria de la banda británica Motörhead, que contiene su trabajo desde 1975–2002. 
Diecinueve pistas hicieron su debut en formato CD en este set, aunque desde entonces se han incluido varias en las reediciones de Motörhead; también se incluyó todo el material del set BBC Live & In-Session que sería lanzado individualmente hasta 2005 . Alex Henderson del sitio Allmusic le dio tres estrellas de cinco.
Incluye un folleto adjunto de 60 páginas contiene un nuevo ensayo de 12,000 palabras del periodista de rock Mick Wall y fotos e información previamente inéditas. También se incluye un póster de réplica tour a todo color y un botón Motörhead. La portada presenta una pintura recién encargada del artista oficial de la banda Joe Petagno.

## Lista de canciones
| Disco 1: 1975 ~ 1980 |                                                                                     |                                                |          |  |
| N.º                  | Título                                                                              | Original album                                 | Duración |  |
| 1.                   | «Motorhead» (Performed by Hawkwind)                                                 | 1975 ~ Kings of Speed                          |          |  |
| 2.                   | «Lost Johnny»                                                                       | 1979 ~ On Parole                               |          |  |
| 3.                   | «Leaving Here»                                                                      | 1977 ~ Leaving Here / White Line Fever         |          |  |
| 4.                   | «White Line Fever (Stiff)»                                                          | 1977 ~ Leaving Here / White Line Fever         |          |  |
| 5.                   | «The Watcher»                                                                       | 1977 ~ Motörhead                               |          |  |
| 6.                   | «City Kids»                                                                         | 1977 ~ Motorhead (Single)                      |          |  |
| 7.                   | «I'm Your Witchdoctor»                                                              | 1980 ~ Beer Drinkers and Hell Raisers          |          |  |
| 8.                   | «Motorhead»                                                                         | 1977 ~ Motörhead                               |          |  |
| 9.                   | «Louie, Louie» (BBC Session 1978)                                                   | 2005 ~ BBC Live & In-Session                   |          |  |
| 10.                  | «Keep Us on the Road» (BBC Session 1978)                                            | 2005 ~ BBC Live & In-Session                   |          |  |
| 11.                  | «Tear Ya Down» (BBC Session 1978)                                                   | 2005 ~ BBC Live & In-Session                   |          |  |
| 12.                  | «I'll Be Your Sister» (BBC Session 1978)                                            | 2005 ~ BBC Live & In-Session                   |          |  |
| 13.                  | «Overkill»                                                                          | 1979 ~ Overkill                                |          |  |
| 14.                  | «Stay Clean»                                                                        | 1979 ~ Overkill                                |          |  |
| 15.                  | «Capricorn»                                                                         | 1979 ~ Overkill                                |          |  |
| 16.                  | «Limb From Limb»                                                                    | 1979 ~ Overkill                                |          |  |
| 17.                  | «Dead Men Tell No Tales»                                                            | 1979 ~ Bomber                                  |          |  |
| 18.                  | «Stone Dead Forever»                                                                | 1979 ~ Bomber                                  |          |  |
| 19.                  | «Step Down»                                                                         | 1979 ~ Bomber                                  |          |  |
| 20.                  | «Bomber»                                                                            | 1979 ~ Bomber                                  |          |  |
| 21.                  | «Over the Top» (Performed by The Damned, Featuring Lemmy & "Philthy Animal" Taylor) | 1980 ~ Over the Top (Unreleased Damned Single) |          |  |
| 22.                  | «Shoot You in the Back»                                                             | 1980 ~ Ace of Spades                           |          |  |

| Disco 2: 1980 ~ 1986 |                                                 |                                          |          |  |
| N.º                  | Título                                          | Original album                           | Duración |  |
| 1.                   | «Ace of Spades»                                 | 1980 ~ Ace of Spades                     |          |  |
| 2.                   | «Bite the Bullet»                               | 1980 ~ Ace of Spades                     |          |  |
| 3.                   | «The Chase Is Better Than the Catch»            | 1980 ~ Ace of Spades                     |          |  |
| 4.                   | «Live to Win» (BBC Session 1981)                | 2005 ~ BBC Live & In-Session             |          |  |
| 5.                   | «Like a Nightmare» (BBC Session 1981)           | 2005 ~ BBC Live & In-Session             |          |  |
| 6.                   | «Please Don't Touch» (Featuring Girlschool)     | 1981 ~ St. Valentine's Day Massacre (EP) |          |  |
| 7.                   | «Iron Fist»                                     | 1982 ~ Iron Fist                         |          |  |
| 8.                   | «Heart of Stone»                                | 1982 ~ Iron Fist                         |          |  |
| 9.                   | «(Don't Need) Religion»                         | 1982 ~ Iron Fist                         |          |  |
| 10.                  | «Shine»                                         | 1983 ~ Another Perfect Day               |          |  |
| 11.                  | «One Track Mind»                                | 1983 ~ Another Perfect Day               |          |  |
| 12.                  | «I Got Mine»                                    | 1983 ~ Another Perfect Day               |          |  |
| 13.                  | «Snaggletooth»                                  | 1984 ~ No Remorse                        |          |  |
| 14.                  | «Under the Knife (Slow)»                        | 1984 ~ Killed by Death                   |          |  |
| 15.                  | «Ain't My Crime»                                | 1986 ~ Orgasmatron                       |          |  |
| 16.                  | «Nothing Up My Sleeve»                          | 1986 ~ Orgasmatron                       |          |  |
| 17.                  | «Killed by Death» (BBC Session 1986)            | 2005 ~ BBC Live & In-Session             |          |  |
| 18.                  | «Deaf Forever» (BBC Session 1986)               | 2005 ~ BBC Live & In-Session             |          |  |
| 19.                  | «Orgasmatron (Spoken Words)» (BBC Session 1986) | 2005 ~ BBC Live & In-Session             |          |  |
| 20.                  | «Orgasmatron» (BBC Session 1986)                | 2005 ~ BBC Live & In-Session             |          |  |
| 21.                  | «Doctor Rock» (BBC Session 1986)                | 2005 ~ BBC Live & In-Session             |          |  |

| Disco 3: 1987 ~ 1996 |                                                         |                                                   |          |  |
| N.º                  | Título                                                  | Original album                                    | Duración |  |
| 1.                   | «Rock 'N' Roll»                                         | 1987 ~ Rock 'N' Roll                              |          |  |
| 2.                   | «Eat the Rich»                                          | 1987 ~ Rock 'N' Roll                              |          |  |
| 3.                   | «Just 'Cos You Got the Power»                           | 1987 ~ Eat the Rich                               |          |  |
| 4.                   | «The Black Leather Jacket»                              | 1989 ~ Channel 4 TV Programme                     |          |  |
| 5.                   | «No Voices in the Sky»                                  | 1991 ~ 1916                                       |          |  |
| 6.                   | «Going to Brazil»                                       | 1991 ~ 1916                                       |          |  |
| 7.                   | «Love Me Forever»                                       | 1991 ~ 1916                                       |          |  |
| 8.                   | «You Better Run» (Featuring Slash)                      | 1992 ~ March ör Die                               |          |  |
| 9.                   | «I Ain't No Nice Guy» (Featuring Ozzy Osbourne & Slash) | 1992 ~ March ör Die                               |          |  |
| 10.                  | «Hell on Earth»                                         | 1992 ~ Hellraiser III: Hell on Earth (Soundtrack) |          |  |
| 11.                  | «Burner»                                                | 1993 ~ Bastards                                   |          |  |
| 12.                  | «I Am the Sword»                                        | 1993 ~ Bastards                                   |          |  |
| 13.                  | «Bad Woman»                                             | 1993 ~ Bastards                                   |          |  |
| 14.                  | «Devils»                                                | 1993 ~ Bastards                                   |          |  |
| 15.                  | «Sacrifice»                                             | 1995 ~ Sacrifice                                  |          |  |
| 16.                  | «Sex & Death»                                           | 1995 ~ Sacrifice                                  |          |  |
| 17.                  | «Over Your Shoulder»                                    | 1995 ~ Sacrifice                                  |          |  |
| 18.                  | «Out of the Sun»                                        | 1995 ~ Sacrifice                                  |          |  |
| 19.                  | «I Don't Believe a Word»                                | 1996 ~ Overnight Sensation                        |          |  |

| Disco 4: 1996 ~ 2002 |                         |                                                                     |          |  |
| N.º                  | Título                  | Original album                                                      | Duración |  |
| 1.                   | «Overnight Sensation»   | 1996 ~ Overnight Sensation                                          |          |  |
| 2.                   | «Broken»                | 1996 ~ Overnight Sensation                                          |          |  |
| 3.                   | «Listen to Your Heart»  | 1996 ~ Overnight Sensation                                          |          |  |
| 4.                   | «Love for Sale»         | 1998 ~ Snake Bite Love                                              |          |  |
| 5.                   | «Snake Bite Love»       | 1998 ~ Snake Bite Love                                              |          |  |
| 6.                   | «Take the Blame»        | 1998 ~ Snake Bite Love                                              |          |  |
| 7.                   | «Joy of Labour»         | 1998 ~ Snake Bite Love                                              |          |  |
| 8.                   | «Orgasmatron 2000»      | 2000 ~ Internet download                                            |          |  |
| 9.                   | «Stay Out of Jail»      | 2000 ~ We Are Motörhead                                             |          |  |
| 10.                  | «One More Fucking Time» | 2000 ~ We Are Motörhead                                             |          |  |
| 11.                  | «We Are Motörhead»      | 2000 ~ We Are Motörhead                                             |          |  |
| 12.                  | «Shoot 'Em Down»        | 2001 ~ Twisted Forever: - A Tribute to the Legendary Twisted Sister |          |  |
| 13.                  | «Walk a Crooked Mile»   | 2002 ~ Hammered                                                     |          |  |
| 14.                  | «Brave New World»       | 2002 ~ Hammered                                                     |          |  |
| 15.                  | «Mine All Mine»         | 2002 ~ Hammered                                                     |          |  |
| 16.                  | «Voices From the War»   | 2002 ~ Hammered                                                     |          |  |

| Disco 5 (Live): 1978 ~ 2002 |                                                        |                                                           |          |  |
| N.º                         | Título                                                 | Original album                                            | Duración |  |
| 1.                          | «On Parole» (Live in 1978)                             | 1983 ~ What's Words Worth?                                |          |  |
| 2.                          | «Train Kept A-Rollin'» (Live in 1978)                  | 1983 ~ What's Words Worth?                                |          |  |
| 3.                          | «Too Late, Too Late» (BBC In-Concert 1979)             | 2005 ~ BBC Live & In-Session                              |          |  |
| 4.                          | «(I Won't) Pay Your Price» (BBC In-Concert 1979)       | 2005 ~ BBC Live & In-Session                              |          |  |
| 5.                          | «Iron Horse / Born to Lose» (Live in 1980)             | 1981 ~ No Sleep 'til Hammersmith                          |          |  |
| 6.                          | «(We Are) The Road Crew» (Live in 1981)                | 1981 ~ No Sleep 'til Hammersmith                          |          |  |
| 7.                          | «Nadine» (Live in 1983)                                | 1983 ~ Lyon France 18-10-1983 (Live Bootleg)              |          |  |
| 8.                          | «Steal Your Face» (BBC In-Concert 1986)                | 1987 ~ Rock 'N' Roll (2006 Deluxe Edition)                |          |  |
| 9.                          | «Mean Machine» (Live in 1985)                          | 1985 ~ The Birthday Party                                 |          |  |
| 10.                         | «No Class» (Live in 1985, Featuring Wendy O. Williams) | 1985 ~ The Birthday Party                                 |          |  |
| 11.                         | «Stone Deaf in the U.S.A.» (Live in 1987)              | 1994 ~ Live at Brixton '87                                |          |  |
| 12.                         | «Dogs» (Live in 1987)                                  | 1994 ~ Live at Brixton '87                                |          |  |
| 13.                         | «Traitor» (Live in 1988)                               | 1988 ~ Nö Sleep at All                                    |          |  |
| 14.                         | «Built for Speed» (Live in 1988)                       | 1988 ~ Nö Sleep at All                                    |          |  |
| 15.                         | «Acropolis (Metropolis)» (Live in 1988)                | 1988 ~ Live at Athens                                     |          |  |
| 16.                         | «Angel City» (Live in 1991)                            | 1991 ~ 1916 Live...Everything Louder than Everything Else |          |  |
| 17.                         | «R.A.M.O.N.E.S.» (Live in 1991)                        | 1991 ~ 1916 Live...Everything Louder than Everything Else |          |  |
| 18.                         | «Silver Machine» (Live in 1995)                        | Unreleased Live Recording                                 |          |  |
| 19.                         | «On Your Feet or on Your Knees» (Live in 1998)         | 1999 ~ Everything Louder Than Everyone Else               |          |  |
| 20.                         | «I'm So Bad (Baby I Don't Care)» (Live in 1998)        | 1999 ~ Everything Louder Than Everyone Else               |          |  |
| 21.                         | «Born to Raise Hell» (Live in 1998)                    | 1999 ~ Everything Louder Than Everyone Else               |          |  |

## Personal
- Tommy Aldridge - batería.
- Chuck Berry - composición.
- Richard Berry - composición.
- Tiny Bradshaw - composición.
- Dave Brock - composición.
- Mick Brown - composición.
- Michael Burston - composición.
- Robert Calvert - composición.
- Phil Campbell - guitarra, composición.
- Phillip Campbell - guitarra.
- Mikkey Dee - composición, batería.

Fuente: